# Джоун Кюсак
Джоун Кюсак (на английски: Joan Cusack) е американска актриса.

## Биография
Родена е на 11 октомври 1962 година в Ню Йорк, САЩ, но израства в Еванстън, Илинойс. По-късно семейството се премества да живее в Чикаго. Майка ѝ Анн „Нанси“ Кюсак е учител по математика и политически активист, баща ѝ Дик Кюсак работи като сценарист, актьор и в рекламния бизнес, сетра ѝ Ан и брат ѝ Джон също са актьори. Семейството ѝ са ирландско-американски католици. Джоун Кюсак следва в Уисконсинския университет, където се дипломира през 1985 г. със специалност „Английска филология“.

### Личен живот
През 1993 г. се омъжва за адвоката Ричард Бърк. Те имат двама сина – Дилън Джон (р. 1997) и Майлс (р. 2000). Семейството живее в Чикаго.

## Кариера
Носителка е на награди „Еми“ и „Сателит“, номинирана е за „Златен глобус“ и по две награди „Оскар“ и „Сатурн“. Известни филми с нейно участие са „Работещо момиче“, „Кажи нещо“, „Играчки“, „Няма скрито покрито“, „Играта на играчките 2“, „Момичета от класа“,„Споделен живот“, „Тайните служби на Дядо Коледа“, сериалът „Безсрамници“ и други.

## Частична филмография
- 1984 – „Шестнайсет свещи“ (Sixteen Candles)
- 1987 – „Новинарски блок“ (Broadcast News)
- 1988 – „Омъжена за мафията“ (Married to the Mob)
- 1988 – „Работещо момиче“ (Working Girl)
- 1989 – „Кажи нещо“ (Say Anything...)
- 1990 – „Моите сини небеса“ (My Blue Heaven)
- 1992 – „Играчки“ (Toys)
- 1993 – „Семейство Адамс 2“ (Addams Family Values)
- 1994 – „Корина, Корина“ (Corrina, Corrina)
- 1995 – „Девет месеца“ (Nine Months)
- 1997 – „Убиец под прицел“ (Grosse Pointe Blank)
- 1997 – „Твоята усмивка“ (A Smile Like Yours)
- 1997 – „Няма скрито покрито“ (In & Out)
- 1999 – „Паника на Арлингтън Роуд“ (Arlington Road)
- 1999 – „Когато буря връхлети“ (Cradle Will Rock)
- 1999 – „Булката беглец“ (Runaway Bride)
- 1999 – „Играта на играчките 2“ (Toy Story 2)
- 2000 – „Момичета от класа“ (High Fidelity)
- 2000 – „Там, където е сърцето“ (Where the Heart Is)
- 2002 – „Веселата коледа на мъпетите“ (It's a Very Merry Muppet Christmas Movie)
- 2003 – „Училище за рок“ (School of Rock)
- 2003 – „Шантави рисунки: Отново в действие“ (Looney Tunes: Back in Action)
- 2004 – „Прекрасният живот на Хелън“ (Raising Helen)
- 2005 – „Ледена принцеса“ (Ice Princess)
- 2005 – „Чикън Литъл“ (Chicken Little)
- 2006 – „Приятели с пари“ (Friends with Money)
- 2007 – „Марсианско дете“ (Martian Child)
- 2008 – „Корпорация Война“ (War, Inc.)
- 2008 – „Кит Китридж: Едно американско момиче“ (Kit Kittredge: An American Girl)
- 2009 – „Тайните на Беки Б.“ (Confessions of a Shopaholic)
- 2009 – „Споделен живот“ (My Sister's Keeper)
- 2010 – „Играта на играчките 3“ (Toy Story 3)
- 2011 – „Червената шапчица: Таен агент“ (Hoodwinked Too! Hood vs. Evil)
- 2011 – „Майло на Марс“ (Mars Needs Moms)
- 2011 – „Тайните служби на Дядо Коледа“ (Arthur Christmas)
- 2012 – „Предимствата да бъдеш аутсайдер“ (The Perks of Being a Wallflower)
- 2011 – „Безсрамници“ (Shameless)